# Christiane Thalgott

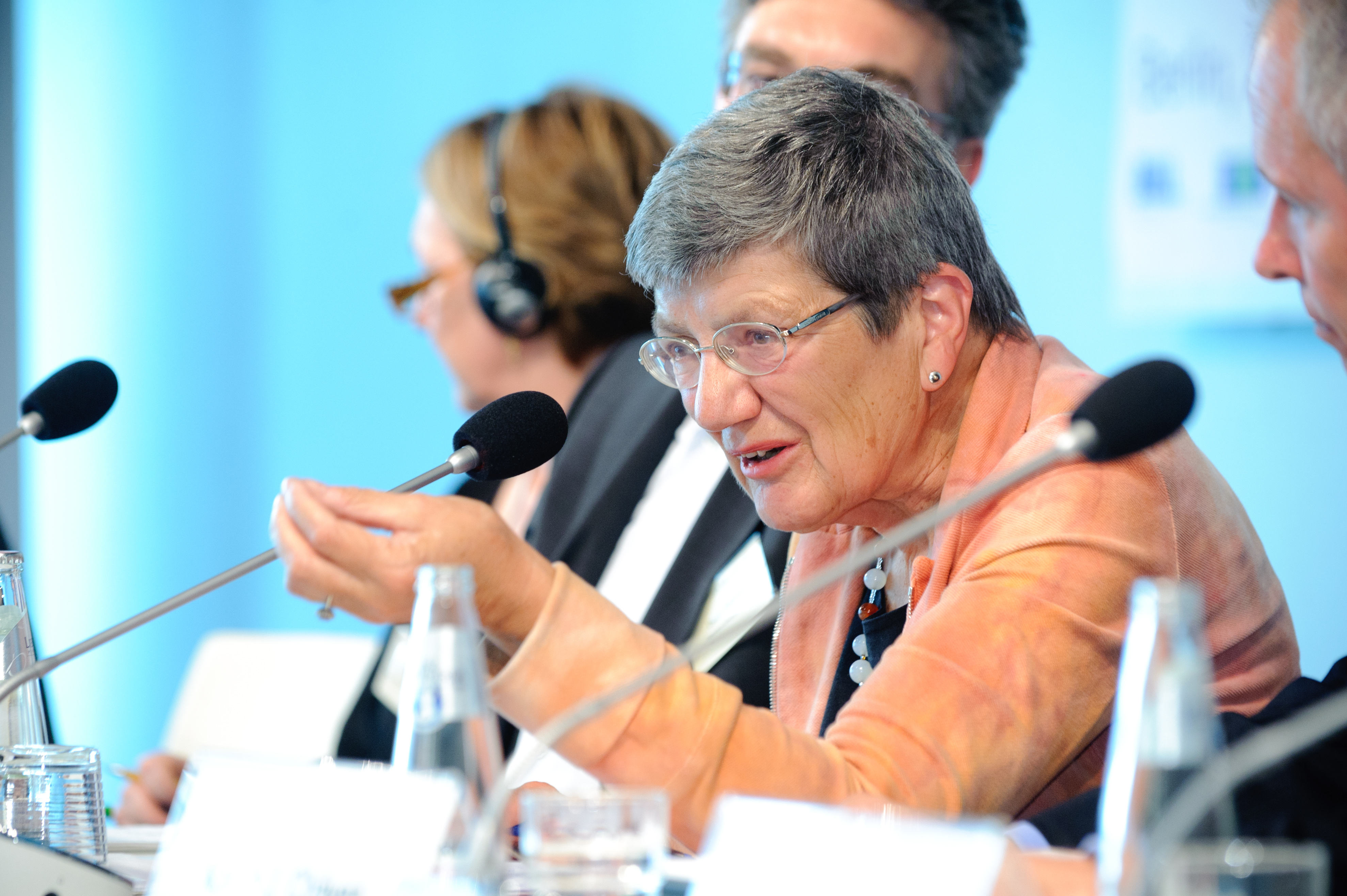
Christiane Thalgott (Mai 2011)

Christiane Thalgott (geborene von Wallenberg Pachaly) (* 1. Mai 1942 in Breslau) ist eine deutsche Architektin, Stadtplanerin und Baubeamtin.

## Ausbildung und Beruf
Nach dem Abitur in Hamburg 1961 erlernte Thalgott zunächst den Beruf des Raumausstatters. Von 1964 studierte sie Architektur an den Technischen Universitäten Braunschweig und München. Nach Abschluss ihres Studiums 1971 und kurzer wissenschaftlicher Tätigkeit im Bereich des ländlichen Bau- und Siedlungswesens arbeitete sie ab 1972 als Stadtplanerin, zunächst im Bauamt von Norderstedt, dann ab 1987 als Stadtbaurätin in Kassel. Von Februar 1992 bis Mai 2007 war Thalgott in Nachfolge von Uli Zech als Stadtbaurätin in München Chefin der dortigen Stadtplanungsbehörde und ab 1994 Aufsichtsratsvorsitzende der Münchner Gesellschaft für Stadterneuerung. Ihre Nachfolgerin als Stadtbaurätin ist Elisabeth Merk.
In ihre Zeit als Stadtbaurätin in München fielen wichtige Entscheidungen der Stadtentwicklung, unter anderem Planungen zum Umbau des Hauptbahnhofs, der Ausbau des Mittleren Rings mit Tunnelneubauten, der Wiederaufbau der Schrannenhalle sowie die Errichtung des Jüdischen Zentrums und des benachbarten Bürohauses Angerhof mit der damit verbundenen Neugestaltung des St.-Jakobs-Platzes und der umliegenden Straßen.
Außerdem war sie für die Planungen für die Messestadt Riem, das Quartier auf der Theresienhöhe, die Panzerwiese, die Parkstadt Schwabing sowie die Fünf Höfe verantwortlich. In ihre 15-jährige Amtszeit fiel ebenfalls die Errichtung des 142 Meter hohe Hochhauses Uptown München am Georg-Brauchle-Ring und wurde dabei von über 600 Mitarbeitern unterstützt.
Neben ihrer Tätigkeit als städtische Beamte übernahm Thalgott Lehraufträge der Universität Kiel (1985 bis 1987) und der Technischen Universität München (ab 1996), die sie 2003 zur Honorarprofessorin ernannte. Im Jahr 2000 trat sie dem Stiftungsrat der neu gegründeten, dem Shoppingcenter-Entwickler ECE nahestehenden Stiftung „Lebendige Stadt“ bei. Von 2003 bis 2007 war Thalgott Präsidentin der Deutschen Akademie für Städtebau und Landesplanung (DASL).
Thalgott wurde auf der Frühjahrs-Mitgliederversammlung der Akademie der Künste Berlin am 25. Mai 2013 als neues Mitglied in die Sektion Baukunst gewählt. Sie ist Mitinitiatorin der Initiative „Münchner Aufruf für eine andere Bodenpolitik“.

## Kritik
Thalgotts Stadtplanungsansatz und ihr Wirken in München blieb nicht ohne Kritik. Besonders umstritten war und ist die Stadtplanung der Messestadt Riem. Immer wieder ist die Rede von einem „Neubau-Ghetto“, „sozialen Brennpunkt“ und einem „verkehrstechnischer und wohnungspolitischer Unfug“. Den Stadtratsbeschluss zur Schaffung eines autofreien Pilotquartiers mit 200 Wohnungen im ersten Bauabschnitt der Messestadt Riem hat sie nicht umgesetzt. Kritisiert wurde die dichte Bebauung ohne ausreichende Stellplätze, das wenige Grün innerhalb der Bebauung und dafür die ausladende Gestaltung des angrenzenden Riemer Parks, die Dominanz der Riem Arcaden, die jede Geschäftsneueröffnung im Umkreis von 1 km verhindern würde sowie die unzureichende Ausstattung gerade mit weiterführenden Schulen.

## Auszeichnungen
- Honorarprofessorin der TU München, 2003
- Bundesverdienstkreuz am Bande, 2004
- Medaille „München leuchtet – Den Freunden Münchens“ in Gold, 2005
- Bayerischer Verdienstorden, 2010
- 2021: Bayerischer Architekturpreis